# Bezirksgericht Würzburg
Das Bezirksgericht Würzburg war ein Bezirksgericht im Königreich Bayern und der Vorläufer des heutigen Landgerichts Würzburg. Das Bezirksgericht bestand von 1857 bis 1879 und hatte seinen Sitz in der unterfränkischen Stadt Würzburg.

## Geschichte
Mit Gesetz vom 1. Juli 1856 wurde das Justizwesen im rechtsrheinischen Bayern analog dem der Pfalz neu geordnet. Die bisherigen Kreis- und Stadtgerichte wurden aufgehoben und 34 neue Bezirksgerichte traten an ihre Stelle. Sie waren für die Städte, in denen sie ihren Sitz hatten, sowie für die in ihrem Sprengel befindlichen Standesherren Gerichte erster Instanz. Für alle anderen Angelegenheiten waren sie Gerichte der zweiten Instanz in Kriminal- und Zivilrechtssachen.  Durch das Gerichtsverfassungsgesetz vom 10. November 1861 entfiel die erstinstanzliche Zuständigkeit für die Stadtbezirke ihres Sitzes und für die Standesherren. Sie waren nun zweite Instanz in allen Zivilsachen.
Das Bezirksgericht Würzburg umfasste als Sprengel
- die Stadt Würzburg mit dem dortigen Stadtgericht
- die Landgerichte Dettelbach, Kitzingen, Marktheidenfeld, Würzburg rechts und links des Mains.

Mit dem Inkrafttreten des deutschen Gerichtsverfassungsgesetzes wurde 1879 das Bezirksgericht Würzburg wie alle anderen bayerischen Bezirksgerichte aufgelöst. Sein Nachfolger in der Funktion als Gericht der zweiten Instanz war das Landgericht Würzburg.